# Linglong Tire
Shandong Linglong Tire Co., Ltd. (Linglong Tire) ist ein in der Volksrepublik China ansässiges börsennotiertes Unternehmen, das sich hauptsächlich mit der Konstruktion, Entwicklung, Herstellung und dem Vertrieb von Autoreifen beschäftigt. Das Unternehmen gehört seit vielen Jahren zu den 20 weltweit führenden Reifenherstellern und den Top 3 in China.
Linglong Tire hat Produktionsstätten in Zhaoyuan, Dezhou und Liuzhou. Das Unternehmen eröffnete 2014 sein erstes Werk in Übersee, eine Pkw-Reifenfabrik in Chon Buri, Thailand und erweiterte 2015 die Kapazität für Lkw- und Busreifen.
Im Jahr 2018 kündigte Linglong Tire für Februar den Bau eines vierten chinesischen Standorts mit einer jährlichen Gesamtkapazität von fast 14,5 Millionen Einheiten in Jingmen, Provinz Hubei an.
Im März 2019 begann Linglong mit dem Bau einer zweiten Produktionsstätte in Übersee in der Freihandelszone der serbischen Stadt Zrenjanin und somit die erste europäische Fabrik der chinesischen Reifenindustrie. Shandong Linglong Tire will dort 870 Millionen Euro investieren. Insgesamt sollen dort dann einmal über 13 Millionen Reifen jährlich produziert werden. Geplanter Produktionsstart ist 2021, der dreiphasige Ausbau des Produktionsstandorts soll 2025 abgeschlossen sein. Im Winter 2021 entdeckte eine Journalistin auf der Baustelle der Reifenfabrik zwei Baracken, in denen 500 Arbeiter aus Vietnam als Arbeitssklaven lebten.

## Sponsoring
Seit 2015 ist Linglong Tire Sponsoring-Partner des VfL Wolfsburg. Ab der Saison 2019/20 laufen die Spieler in der Bundesliga und im DFB-Pokal mit dem Logo des chinesischen Reifenherstellers auf dem linken Trikotärmel auf.